# Charlot soldat
 Charlot soldat  (în engleză Shoulder Arms) este un film american de comedie din 1918 produs, scris și regizat de Charlie Chaplin pentru First National Pictures. În alte roluri interpretează actorii Edna Purviance și Sydney Chaplin. Filmul a fost relansat în Retrospectiva Chaplin în 1959, alături de alte două filme First National: Viață de câine (A Dog's Life, 1918) și The Pilgrim (1923).

## Prezentare
Charlie joacă rolul noului recrut în efortul de război împotriva germanilor. Charlie nu are prieteni și pare să-și facă cu ușurință dușmani printre aliații săi. Printr-un noroc chior, Charlie ajunge fără să vrea în tranșele inamice și prinde 13 soldați germani. După acest act "eroic", Charlie are datoria de a se infiltra în liniile inamice sub masca unui trunchi de copac. Momentul său de strălucire intervine atunci când este vânat de Kaiser, dar cu o gândire rapidă, inversează ambuscada și prinde Kaiserul pe care îl aduce în mâna aliaților. Colegii săi îl tratează ca pe un mare erou de război. Apoi se trezește din visul său.

## Distribuție

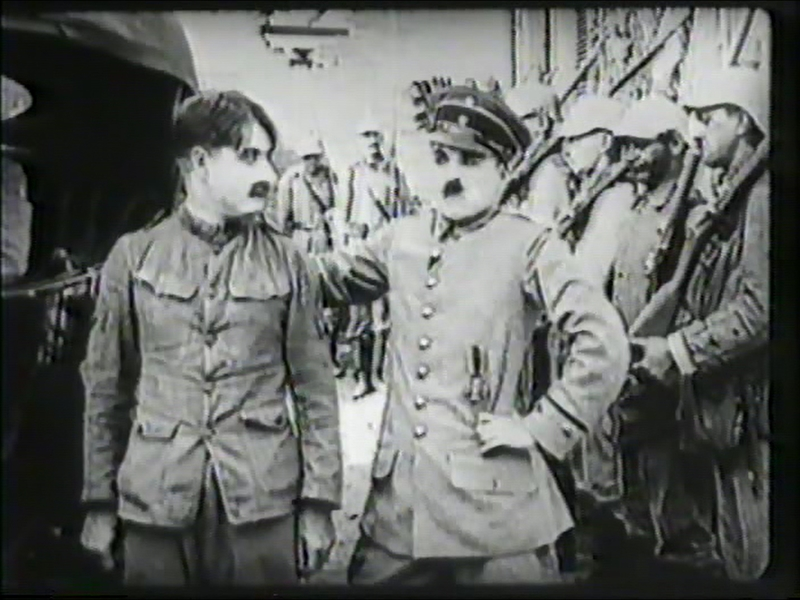
Charlie și Syd Chaplin în Shoulder Arms

- Charles Chaplin ... Charlie, pușcaș marin Doughboy
- Edna Purviance ... Franțuzoaică
- Sydney Chaplin ... Sergentul, camaradul lui Charlie/Kaiserul
- Jack Wilson ... Wilhelm, Prinț Moștenitor al Germaniei
- Henry Bergman ... Sergent german gras/General feldmareșal von Hindenburg/Barman
- Albert Austin ... Ofițer american/soldat german proaspăt ras/soldat german bărbos
- Tom Wilson ... German prost tăietor de lemne
- John Rand ... Soldat american
- J. Parks Jones ... Soldat american (ca Park Jones)
- Loyal Underwood ... Mic ofițer german
- W.J. Allen ... Motociclist
- L.A. Blaisdell ... Motociclist
- Wellington Cross ... Motociclist
- C.L. Dice ... Motociclist
- G.A. Godfrey ... Motociclist
- W. Herron ... Motociclist